# Julián Miralles Caballero
Julián Miralles Caballero   (Alberic, 18 de setembre de 1965) és un ex-pilot de motociclisme valencià que competí amb èxit en el mundial de motociclisme entre la temporada de 1987 i la de 1994. Prèviament, el 1987, havia guanyat el Campionat d'Europa de 80cc com a pilot oficial de Derbi. Especialista en cilindrades petites, el seu millor resultat al mundial fou el quart lloc final en 125cc el 1988, tot pilotant una Honda.
El seu fill, Julián Miralles Rodríguez, és també un prometedor pilot de motociclisme, la carrera del qual s'ha vist truncada prematurament a causa de l'accident que patí el 2005.

## Actualitat

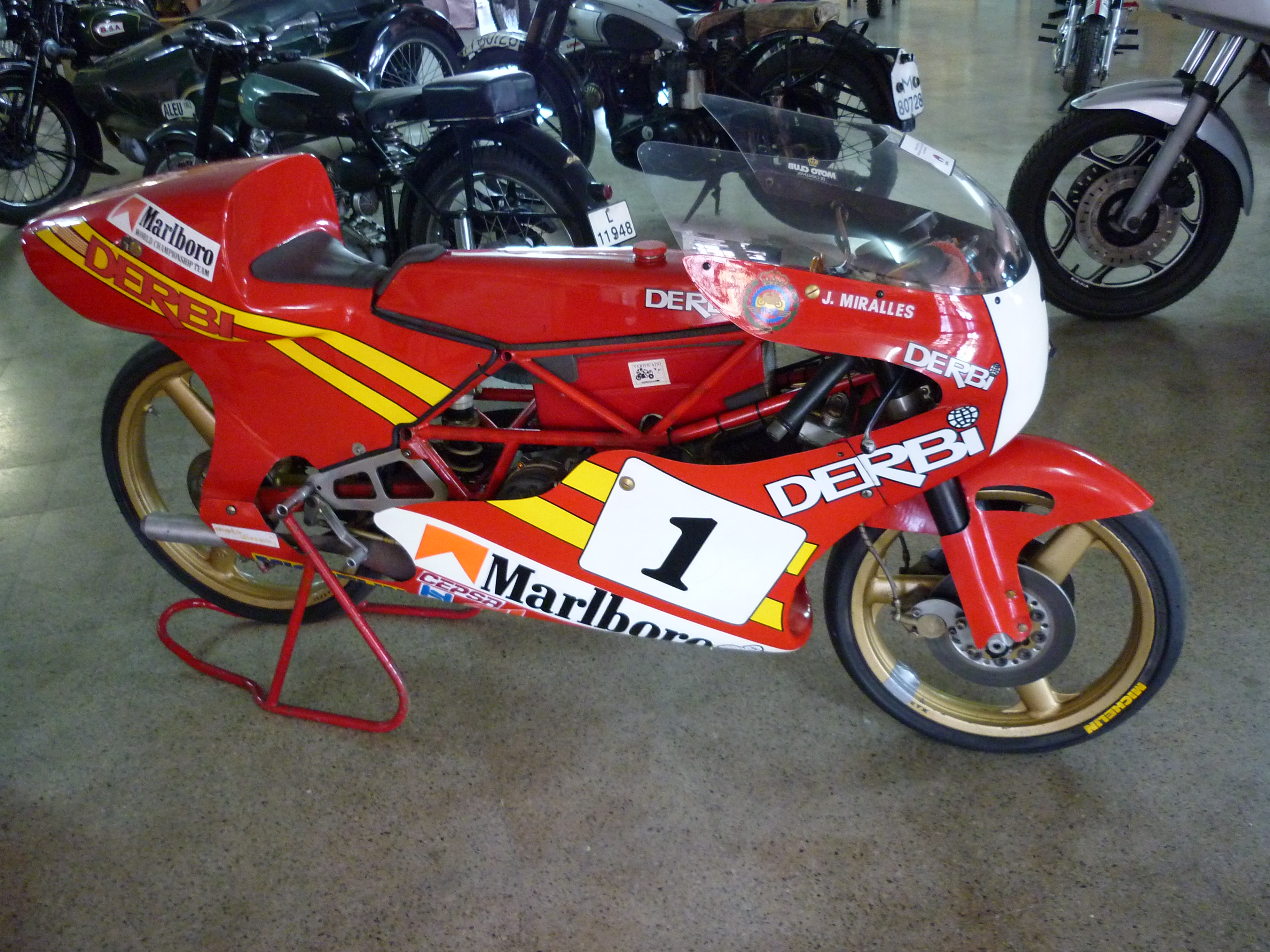
La Derbi 80cc amb què guanyà l'Europeu de 1987

Un cop retirat de la competició, Miralles ha continuat vinculat al motociclisme, dedicant-se a descobrir i formar joves promeses des de l'escola Cuna de Campeones muntada per Bancaixa (l'actual Bankia) al Circuit Ricardo Tormo. Fou en aquesta escola on començaren a despuntar futures estrelles com ara Hèctor Barberà, Nico Terol o Mateo Túnez. D'altres coneguts pilots han corregut dins l'equip de Bankia, com ara Hèctor Faubel i Sergio Gadea.

### MIR Racing
A finals del 2010 es feu públic que Julián Miralles havia dissenyat, amb la col·laboració dels enginyers Emilio Mas, José Luis Cortés, Joaquín Feliu i Dominique Perpiñán, una motocicleta de competició per a la categoria Moto2. La idea era provar-la en competició pels circuits estatals amb la intenció de fer-la debutar al Mundial la temporada del 2011. Es tracta d'una moto construïda íntegrament al País Valencià, en la fabricació de la qual han participat empreses de Manises, Alberic, Guadassuar i l'Alcúdia de Carlet.

## Resultats al Mundial de motociclisme[5]
| Any   | Categoria | Moto       | Curses | Victòries | Podi | Pole | Fast lap | Punts | Posició |
| ----- | --------- | ---------- | ------ | --------- | ---- | ---- | -------- | ----- | ------- |
| 1987  | 80cc      | Derbi      | 3      | 0         | 1    | 0    | 0        | 18    | 10è     |
| 1988  | 125cc     | Honda      | 11     | 0         | 5    | 0    | 0        | 104   | 4t      |
| 1989  | 80cc      | Derbi      | 2      | 0         | 0    | 0    | 0        | 26    | 12è     |
| 1989  | 125cc     | Derbi      | 11     | 0         | 3    | 0    | 0        | 90    | 8è      |
| 1990  | 125cc     | JJ Cobas   | 14     | 0         | 0    | 0    | 0        | 46    | 13è     |
| 1991  | 125cc     | Honda      | 12     | 0         | 0    | 0    | 0        | 10    | 27è     |
| 1992  | 125cc     | Honda      | 12     | 0         | 0    | 0    | 0        | 0     | -       |
| 1993  | 125cc     | Honda      | 14     | 0         | 0    | 0    | 0        | 4     | 32è     |
| 1994  | 500cc     | ROC Yamaha | 8      | 0         | 0    | 0    | 0        | 7     | 26è     |
| Total |           |            | 87     | 0         | 9    | 0    | 0        | 305   |         |